# Cisseps gravis
Cisseps gravis là một loài bướm đêm thuộc phân họ Arctiinae, họ Erebidae.